# シンガプーラ (曲)
「シンガプーラ」(SINGAPURA)は、1976年11月30日に発売された加藤和彦のソロ名義による5枚目のシングル。安井かずみとの共作による初のシングルである。

## 解説
「シンガプーラ」は加藤和彦が『サディスティック・ミカ・バンド』の解散後に発表したソロ・シングルである。1975年11月にミカ・バンドを解散し、ミカとも離婚した加藤は1976年にのちの再婚相手となる安井かずみと同棲、ふたりで楽曲の制作をはじめる。当シングル2曲もこの時期に共作した作品で、安井による「シンガプーラ」の歌詞には旅行で訪れたシンガポールの印象が綴られ、カップリング曲「キッチン&ベッド」にも加藤との生活が反映されている。一方、加藤はポール・サイモンのアルバム『ひとりごと』などを通じて関心を寄せていた白人によるリズム・アンド・ブルースのサウンドを求めて9月に安井と共に渡米。アラバマ州シェフィールドにあるマッスル・ショールズ・サウンド・スタジオにて同スタジオのハウス・ミュージシャンと安井との共作曲をレコーディングし、その後ダビングとミックスダウンのためにフロリダとカリフォルニアを廻った。シングル「シンガプーラ」は11月にリリースされ、翌月に発売された安井との初の共作アルバム『それから先のことは…』にも収録された。のちに加藤はこのときの東南アジア旅行で、アジアとしての日本を再認識したと語っている。
なお、タイトルはシンガポールの旧称を指し、ネコの品種との関連性はない。また、この楽曲はのちにシンガポール航空のCMにも使われている。

## カバー
「シンガプーラ」は2003年リリースの杏子のシングルにてカバーされたほか、安井かずみが新たな歌詞を書き下ろし、「愛のハーモニー」として1984年にアグネス・チャンのシングルで発売された。

## 収録曲 / パーソネル
全作詞：安井かずみ、作編曲：加藤和彦
時間表記はオリジナル・シングルレコードに基づく。

### SIDE A
1. シンガプーラ (SINGAPURA)  –  (3:45)
ヴォーカル、ギター - 加藤和彦
ギター - ジミー・ジョンソン
キーボード - バリー・ベケット
ベース - デヴィッド・フッド
ドラムス - ロジャー・ホーキンス
ギター - ピート・カー
キーボード - ティム・ヘンソン
フルート - ハーヴェイ・トンプソン
ストリングス

### SIDE B
1. キッチン&ベッド (KITCHEN & BED)  –  (4:19)
ヴォーカル、ギター - 加藤和彦
ギター - ジミー・ジョンソン
キーボード - バリー・ベケット
ベース - デヴィッド・フッド
ドラムス - ロジャー・ホーキンス
ギター - ピート・カー
キーボード - ティム・ヘンソン
トランペット - ハリソン・キャロウェイ
テナーサックス - ハーヴェイ・トンプソン
トロンボーン - チャールズ・ローズ
バリトンサックス - ロニー・イーデス

## 杏子のシングル

### 解説
オフィスオーガスタが設立した自社メジャーレーベル“オーガスタレコード”からの第2弾シングルとしてリリースされ、タイトルトラックの「シンガプーラ」は、加藤和彦のカヴァーである。同時発売のアルバム『Missing Half』にアルバム・ヴァージョンが、2012年リリースのアルバム『加藤和彦作品集』にシングル・ヴァージョンがそれぞれ収録された。
カップリングの「Land of the rising sun」は、土屋昌巳とのセッションで生まれたロックなオリジナル曲。もう一方のカップリング曲「I'm Losing You」は、ライヴ録音によるジョン・レノンのカヴァー。

### 収録曲
| #         | タイトル                   | 作詞        | 作曲        | 編曲      | 時間  |
| --------- | -------------------------- | ----------- | ----------- | --------- | ----- |
| 1.        | 「シンガプーラ」           | 安井かずみ  | 加藤和彦    | 土屋昌巳  | 3:31  |
| 2.        | 「Land of the rising sun」 | 谷穂ちろる  | 土屋昌巳    | 土屋昌巳  | 5:25  |
| 3.        | 「I'm Losing You」         | John Lennon | John Lennon | 窪田晴男  | 4:21  |
| 合計時間: | 合計時間:                  | 合計時間:   | 合計時間:   | 合計時間: | 13:17 |